# 10551 Гетеборг
10551 Гетеборг (10551 Göteborg) — астероїд головного поясу, відкритий 18 грудня 1992 року.
Тіссеранів параметр щодо Юпітера — 3,223.